# Ascanio Bertani
Ascanio Bertani (Montecchio Emilia, 10 luglio 1931 – 20 dicembre 2007) è stato un politico italiano. Presidente della provincia di Reggio Emilia dal 1982 al 1995.

## Biografia
Militante del Partito Socialista Italiano, eletto consigliere comunale a Montecchio Emilia; dal 1969 è capogruppo consiliare.
È stato presidente dei consorzi sociosanitari di Montecchio e Reggio Emilia e poi funzionario dell’ufficio provinciale del lavoro, nel 1981 è vicepresidente della cooperativa Planetario
Diventa consigliere provinciale di Reggio Emilia dal 1980 e ricopre il ruolo di capogruppo del PSI; nel gennaio 1982 viene eletto Presidente della Provincia di Reggio Emilia; rimane in carica fino al 1995.
Muore il 20 dicembre 2007, all'età di 76 anni.